# Evans Chebet
Evans Kiplagat Chebet (* 10. November 1988) ist ein kenianischer Leichtathlet, der sich auf den Marathon spezialisiert hat.

## Werdegang
Im September 2019 gewann er sein erstes internationales Rennen, den Buenos-Aires-Marathon, in einer Zeit von 2:05:00 h. Am 8. März 2020 gewann er den Biwa-See-Marathon mit 2:07:29 h. Im Dezember desselben Jahres verbesserte er seine persönliche Bestleistung um genau zwei Minuten, als er den Valencia-Marathon 2020 in 2:03:00 h gewann.
2022 gewann er sowohl den Boston-Marathon als auch den New-York-City-Marathon. Durch die beiden Majors Siege gewann er, gemeinsam mit seinem Landsmann Eliud Kipchoge, auch die World Marathon Majors 2022.
Im April 2023 gewann der 34-Jährige wiederum den Boston-Marathon und erreichte mit 2:05:54 h die drittschnellste Zeit in der Geschichte dieses Marathons.

## Persönliche Bestzeiten
- 10-km-Straßenlauf: 29:39 min, 26. Juni 2022, Boston
- 10-Meilen: 45:06 min, 3. September 2017, Tilburg
- Halbmarathon: 1:01:59 h, 16. September 2012, Porto
- Marathon: 2:03:00 h, 6. Dezember 2020, Valencia (Platz 7 der Weltbestenliste)[2]